# Pholcus sumatraensis
Pholcus sumatraensis là một loài nhện trong họ Pholcidae. Loài này có ở Sumatra.